# أوليفوس (بوينس آيرس)
اوليفوس، بوينس آيرس (بالإسبانية: Olivos, Buenos Aires Province) هي منطقة سكنية تقع في الأرجنتين في Vicente López Partido. يقدر عدد سكانها بـ 75,527 نسمة وترتفع عن سطح البحر 18 متر.

## أعلام
- إغناثيو أورتيز
- لويس كارنيلجيا
- سيرينا أماتو
- فيرناندو سولاناس
- نورما خيمينيز
- خوان بيرون